# Samuel Woodyard
Sam Woodyard (Elizabeth (Nova Jersey), 7 de gener de 1925 - París, França, 20 de setembre de 1988) fou un bateria de jazz estatunidenc.
Autodidacte, debutà professionalment en els inicis dels anys cinquanta, en l'orquestra de Paul Gayten. Més tard treballà amb el saxofon Joe Holiday (1951) i amb altres grups dirigits per Roy Eldridge (1952) i Milton Buckner (1953). A finals d'aquell últim any la seva carrera va fer un gir espectacular (que marcà la resta de la seva trajectòria artística) quan fou contractat per a substituir al bateria Louie Bellson (ensems successor de Sonny Greer) en una de les orquestres més prestigioses de l'època, la de Duke Ellington, en la que hi va romandre fins al 1966, any en què es traslladà a París per a treballar amb la formació de Gerard Baldini, amb el que enregistrà i realitzà nombroses gires arreu d'Europa. A mitjan anys 1980, degut a problemes de salut, reduí les seves actuacions.
En la seva discografia cal destacar:
- Ko Ko, blues (amb Duke Ellington, 1956)
- Battle royal (amb Ellington i Count Basie, 1961);
- Limbo jazz (amb Ellington i Coleman Hawkins, 1962).